# Festival Internacional de Cinema de Sant Sebastià 1981
La 29a edició del Festival Internacional de Cinema de Sant Sebastià va tenir lloc entre el 17 i el 28 de setembre de 1981. El Festival de Sant Sebastià havia perdut la màxima categoria A (festival competitiu no especialitzat) de la FIAPF l'edició anterior, de manera que en aquesta edició no van poder atorgar-se premis oficials. De fet, la retirada de l'oficialitat va sumir al Festival en una greu crisi de la qual no es recuperaria fins a 1986, quan li va ser reconeguda de nou la categoria A. Es van concedir premis, però aquests van ser extraoficials.

## Desenvolupament
Fou inaugurat el 17 de setembre per l'alcalde de Sant Sebastià Jesús María Alkain Martikorena, el conseller de cultura basc Ramón Labayen Sansinenea en representació del Lehendakari Carlos Garaikoetxea, el governador civil de Guipúscoa Pedro de Arístegui, el director del Festival Luis Gasca Burges i el president de la Filmoteca Basca Pedro Aldazábal. També hi assistiren els actors John Hurt, José Luis López Vázquez i Florinda Chico. Es va iniciar amb la pel·lícula Confessions sinceres d'Ulu Grosbard i el curtmetratge documental Alfonso Sánchez de José Luis Garci.
La programació consta de 126 pel·lícules, 26 de la secció oficial, 10 d'una secció especial dedicada a cinema brasiler (entre elles A Idade da Terra de Glauber Rocha) una secció de cine-club (amb Ossessione de Luchino Visconti), la de nous realitzadors (amb Pájaros de la ciudad de José Sánchez Álvaro). També es va anunciar un col·loqui sobre literatura llatinoamericana i cinema, en la que hi participarien entre d'altres Carlos Fuentes, Mario Vargas Llosa i Juan Marsé. També es va anunciar la presència d'Anthony Quinn, Gloria Swanson, Michel Piccoli, Lucia Bosè, Raquel Welch, Helmut Berger i Franco Nero.
El dia 18 es va projectar Southern Comfort, el dia 19 Possessió i María de mi corazón i el 20 Głosy i Evasió o victòria. El dia 22 van arribar Ben Gazzara i Keith Carradine i fou exhibida Storie di ordinaria follia de Marco Ferreri. El 23 es van projectar Endless Love i Ricomincio da tre. El dia 25 es va estrenar dins la secció de nous realitzadors Siete calles de Juan Ortuoste i Javier Rebollo, i Trágala, perro (Sor Patrocinio, la monja de las llagas) de la secció oficial, i visitaren el festival Fabio Testi, Corinne Cléry, Francesca Bertini (en honor de la qual es va projectar Assunta Spina de 1915), Amparo Muñoz, Lola Gaos i Christopher Miles. El 25 es va estrenar Czlowiek z zelaza i Función de noche. El 26 es va projectar La fuga de Segovia i Priest of Love en la secció oficial i Taxi zum Klo de Frank Ripploh i Le Roi des cons, de Claude Confortès, de la secció de nous realitzadors. El 27 es van projectar Reborn i Lola, i el 28 La Femme d'à côté i Das Boot ist voll, i posteriorment es van entregar els premis. En l'acte de clausura hi van assistir François Truffaut, Anthony Quinn i Mario Adorf.

## Jurats
- Premi de la Crítica Internacional: periodistes acreditats.
- Premi Nous Realitzadors: Olga Bisera, Fernando Colomo, Jorge Berlanga, José Agustín Mahieu i Ricard Muñoz Suay

## Secció oficial
- Czlowiek z zelaza d'Andrzej Wajda [14]
- Das Boot ist voll de Markus Imhoof
- Den Tüchtigen gehört die Welt de Peter Patzak
- Der Erfinder de Kurt Gloor
- Dorotej de Zdravko Velimirović
- Endless Love de Franco Zeffirelli
- Función de noche de Josefina Molina
- Głosy de Janusz Kijowski
- It's My Turn de Claudia Weill
- La Femme d'à côté de François Truffaut
- La Femme de l'aviateur d'Eric Rohmer
- La fuga de Segovia d'Imanol Uribe
- Lola de Rainer Werner Fassbinder
- María de mi corazón de Jaime Humberto Hermosillo
- Memoirs of a Survivor de David Gladwell
- Pixote, a Lei do Mais Fraco d'Héctor Babenco
- Possessió d'Andrzej Żuławski
- Priest of Love de Christopher Miles
- Reborn de Bigas Luna
- Ricomincio da tre de Massimo Troisi
- Southern Comfort de Walter Hill
- Storie di ordinaria follia de Marco Ferreri
- Zvezdopad d'Igor Talankin
- Trágala, perro (Sor Patrocinio, la monja de las llagas) d'Antonio Artero
- Confessions sinceres d'Ulu Grosbard
- Evasió o victòria de John Huston

## Nous realitzadors
- Siete calles de Juan Ortuoste i Javier Rebollo
- Después de... de Cecilia Bartolomé
- Desperado City de Vadim Glowna
- Difendimi dalla notte de Claudio Fragasso
- Pájaros de la ciudad de José Sánchez Álvaro
- Calderón de Giorgio Pressburger
- Taxi zum Klo de Frank Ripploh
- Le Roi des cons, de Claude Confortès
- Hard Feelings de Daryl Duke
- Heute spielen wir den Boß – Wo geht’s denn hier zum Film? de Peer Raben
- L'Homme fragile de Claire Clouzot
- La festa perduta de Pier Giuseppe Murgia
- Malou de Jeanine Meerapfel
- Clin d'oeil de Jorge Amat
- Memórias do medo d¡Alberto Graça
- Mientras me dure la vida de Carlos Otaduy
- Nestbruch de Beat Kuert
- Os Anos JK – Uma Trajetória Política de Silvio Tendler
- Seuls de Francis Reusser
- Atrapados de Matthew Patrick
- Vecinos d'Alberto Bermejo

## Cinema brasiler d'avui
- A Idade da Terra de Glauber Rocha (1980)
- Bye Bye Brasil de Carlos Diegues (1979)
- Cabaret Mineiro de Carlos Alberto Prates Correia (1980)
- Como Era Gostoso o Meu Francês de Nelson Pereira dos Santos (1971)
- Joana Angélica de Walter Lima Jr. (1979)
- Eu Te Amo d'Arnaldo Jabor (1981)
- Na Estrada da Vida de Nelson Pereira dos Santos (1983)
- O Beijo No Asfalto de Bruno Barreto (1981)
- Sagarana, o Duelo de Paulo Thiago (1973)
- Tudo Bem d'Arnaldo Jabor (1978)

## La pel·lícula oblidada
- A Wild Roomer de Charley Bowers (1926)
- Alraune de Henrik Galeen (1928)
- Assunta Spina de Gustavo Serena i Francesca Bertini (1915)
- Cronaca di un amore de Michelangelo Antonioni (1950)
- Die Herrin von Atlantis de Georg Wilhelm Pabst (1928)
- Egged On de Charley Bowers (1926)
- Erotikon de Mauritz Stiller (1920)
- Frivolitá de Luis Seel (1930)
- It's a Bird de Harold L. Muller (1930)
- La Chienne de Jean Renoir (1930)
- La signora senza camelie de Michelangelo Antonioni (1953)
- La strada de Federico Fellini (1954)
- Macaco Feio... Macaco Bonito de Louis Seel i João Stamato (1929)
- Limite de Mário Peixoto (1931)
- Male and Female de Cecil B. De Mille (1919)
- Novi Vavilon de Grigori Kózintsev i Leonid Trauberg (1929)
- Now You Tell One de Charley Bowers (1926)
- O Homem do Morcego de Rui Solberg (1980)
- Piccadilly d'E. A. Dupont (1929)
- Roma ore 11 de Giuseppe de Santis (1952)
- The Shanghai Gesture de Josef von Sternberg (1941)

## Cinema espanyol dels anys 1940
- El clavo de Rafael Gil (1944)
- El crimen de la calle de Bordadores d'Edgar Neville (1946)
- Huella de luz de Rafael Gil (1943)
- La casa de la lluvia de Antonio Fernández-Román (1943)
- La vida en un hilo d'Edgar Neville (1946)
- La vida en un hilo de Benito Perojo (1939)
- Marianela de Benito Perojo (1940)
- Nada d'Edgar Neville (1947)
- Raza de José Luis Sáenz de Heredia (1942)
- Un hombre va por el camino de Manuel Mur Oti (1949)
- La tierra y el cielo d'Eusebio Fernández Ardavín (1941)

## Dibuix animat espanyol
- Andanzas del canguro Boxy de Cruz Delgado (1966)
- Boxy campeón del tortazo de Cruz Delgado (1967)
- Boxy rey del K.O. de Cruz Delgado (1970)
- Mágica aventura de Cruz Delgado (1974)
- Don Quijote de la Mancha de Cruz Delgado (1979)
- Molécula en órbita de Cruz Delgado (1970)
- El planeta del terror de Cruz Delgado (1972)
- Microcosmos de Cruz Delgado (1976)
- ¡Dame un poco de amooor...! de José María Forqué (1968)
- Érase una vez... d'Alexandre Cirici i Pellicer (1950)
- El armario del tiempo de Rafael Vara (1971)
- Primer festival Mortadel·lo i Filemó de Rafael Vara (1969)
- Segon festival Mortadel·lo i Filemó de Rafael Vara (1970)
- El mago de los sueños de Francesc Macián i Blasco (1966)

## Última hora
- Bez miłości de Barbara Sass
- Constans de Krzysztof Zanussi
- Indeks de Janusz Kijowski
- Il falco e la colomba de Fabrizio Lori
- Safari Rally de Bitto Albertini
- The Streets of L.A de Jerrold Freedman
- Visoki napon de Veljko Bulajić

## Palmarès
- Premi de la Crítica Internacional: Storie di ordinaria follia de Marco Ferreri ( Itàlia)[15]
- Premi Alfonso Sánchez per a nous realitzadors: La festa perduta de Pier Giuseppe Murgia ( Itàlia) Malou de Jeanine Meerapfel ( Alemanya)
- Premi OCIC: Der Erfinder de Kurt Gloor ( Alemanya)
- Menció honorífica del Premi OCIC: Malou de Jeanine Meerapfel ( Alemanya) i Pixote, a Lei do Mais Fraco d'Héctor Babenco ( Brasil)
- Premi FIPRESCI: La Femme de l'aviateur d'Eric Rohmer ( França)